# Bonito (Italie)
Pour les articles homonymes, voir Bonito (homonymie).
Bonito est une commune italienne de la province d'Avellino, dans la région de Campanie.

## Administration
| Période                                  | Période  | Identité      | Étiquette       | Qualité |
| ---------------------------------------- | -------- | ------------- | --------------- | ------- |
| 26 juin 2004                             | En cours | Antonio Zullo | Centro-Sinistra |         |
| Les données manquantes sont à compléter. |          |               |                 |         |

### Hameaux
Morroni 

### Communes limitrophes
Apice, Grottaminarda, Melito Irpino, Mirabella Eclano

## Personnalités
- Giovanni Antonio Cassitto
- Luigi Vincenzo Cassitto
- Salvatore Ferragamo
- Wanda Ferragamo